# Rocambole (série télévisée)
Pour les articles homonymes, voir Rocambole.
Rocambole est un feuilleton télévisé français en 78 épisodes de 13 minutes en noir et blanc réalisé par Jean-Pierre Decourt d'après le roman-feuilleton du même nom de Ponson du Terrail (1858). Composé de trois époques, il a été diffusé quotidiennement à 20 h 15 du 18 avril 1964 au 10 mai 1965 sur RTF Télévision 2 puis sur la deuxième chaîne de l'ORTF. Sous les titres suivants, chaque aventure est divisée en 26 épisodes de 13 minutes, en totalisant 78 :
- L'Héritage mystérieux (1re époque)
- Les Étrangleurs (2e époque)
- La Belle Jardinière (3e époque)

En 1982 et 1983, on rediffusa la série chaque dimanche, en dix-huit épisodes d'une heure.
Au Québec, le feuilleton a été diffusé à partir du 9 septembre 1965 à la Télévision de Radio-Canada.

## Synopsis
Dans la tradition des feuilletons publiés dans les journaux du XIXe siècle, ce feuilleton relate les aventures de Rocambole, « rôdeur de barrière » repenti, devenu justicier en marge de la société et vivant une étrange passion d'amour/haine avec son mentor Sir Williams, incarnation du mal s'opposant à l'ex-jeune coquin devenu, par réaction, défenseur du bien.

## Fiche technique
- Titre : Rocambole
- Réalisation : Jean-Pierre Decourt
- Scénario : Jean-Pierre Decourt, Louis Falavigna, Anne-Marie Salerne, d'après le roman-feuilleton Rocambole de Ponson du Terrail (1858)
- Photographie :
- Montage :
- Musique : Jacques Loussier (bande originale publiée sur 45 tours Philips 432.997 BE, 1964[3])
- Costumes :
- Cascades : Claude Carliez
- Production :
- Société(s) de production : ORTF, RTF, Telfrance
- Société(s) de distribution : RTF Télévision
- Pays d'origine :  France
- Langue originale : français
- Format : noir et blanc — 35 mm — 1,33:1 — son mono
- chaine de diffusion : RTF Télévision 2 puis deuxième chaîne de l'ORTF
- Genre : Aventure
- Durée : 13 minutes (78 épisodes)
- Date de première diffusion :
  - France : 18 avril 1964
  - Québec : 9 septembre 1965

## Distribution
Personnages récurrents
- Pierre Vernier : Rocambole / le major Avatar / van Bucke (l'homme gris)
- Jean Topart : Andréa de Felipone / Sir Williams / George Stowe / le prince Potoniev (double rôle dans la 3e époque)
- René Clermont : Monsieur de Beaupréau
- Marianne Girard : Louise Crochet / Baccarat / Aspasie d'Avranches
- Jeanne Herviale : « Maman » Fippart
- Raoul Curet : Colart puis le Pâtissier
- Jean Heynau : Mourax
- Maurice Chevaly : Nicolo
- Michel Puterflam : « Mort des braves »
- Alain Dekok : Marmouset

### Première époque
L'Héritage mystérieux :
- Marie-France Boyer : Hermine de Beaupréau
- Jacqueline Corot : Jeanne de Walder
- Michel Beaune : Armand de Kergaz
- Jacques Dynam : Bastien
- Henri Piégay : Fernand Rocher
- Guy Kerner : le juge
- Madeleine Cheminat : Thérèse de Beaupréau
- Madeleine Clervanne : la baronne de Kermadec
- Jean Michaud : le marquis de Lacy
- Cécile Vassort : Cerise
- Pierre Santini : Léon
- Jacques Ramade : Guignon
- Edmond Beauchamp : Jérôme
- Annick Alane : la comtesse russe

### Deuxième époque
Les Étrangleurs :
- Jean-Paul Moulinot : lord Charing
- Paulette Annen : Stephanie, fille de lord Charing
- Edward Medard : Murph
- Joëlle Latour : la Chivotte
- Hubert Deschamps : Montluc, président du Club des Asperges
- Pascal Mazzotti : Rouquerolles
- Nadine Alari : Milady
- Henri Virlogeux : Bob, l'intendant de Milady
- Mario Pilar : Osmanca / sir James Nively
- Jean Négroni : Guhri / Ali Remjay
- Élisabeth Wiener : Gipsy
- Charles Moulin : Faro, le père de Gipsy
- Teddy Bilis : un bourgeois
- Pierre Louki : le cocher

### Troisième époque
La Belle Jardinière :
- Francine Bergé : « la Belle Jardinière » / Vassilika (la fille de Potoniev)
- Jacques Seiler : le baron Artoff
- Julien Guiomar : le baron Capendoc de Carvagnac
- Hubert Deschamps : Rouquerolles (!)
- Jean-Paul Cisife : Montluc
- Michel Ruhl : le prince Volodovine
- Claude Debord : l'abbé
- Martine Sarcey : la folle du clocher / la princesse Nadeja
- Dominique Davray : « la Fouine »
- Monique Tarbès : Lisa
- Jean Tavernier : le propriétaire
- Raoul Billerey : le médecin
- Jean Franval : « la Montagne »
- Géo Wallery : le commissaire
- Pierre Collet : le policier

## Commentaires
En dépit, ou plutôt à cause du talent de Jean Négroni, le choix pour le rôle de Guhri se révéla une erreur de distribution. En effet, Guhri est censé apparaître comme un personnage secondaire et on n'apprend que bien plus tard qu'il est Ali Remjay, le chef des terribles Thugs, incognito. La présence d'un acteur connu pour interpréter ce rôle qui aurait dû en principe échoir à un simple figurant mit la puce à l'oreille de quelques téléspectateurs et gâta en partie le suspense de cette deuxième époque. Jean Négroni, pur comédien de théâtre, interpréta Maximilien Robespierre dans La caméra explore le temps, (La Terreur et la vertu, ORTF, oct. 1964).

## Produits dérivés

### DVD
- Rocambole : L'Héritage mystérieux (23 mars 2005) (ASIN B00074C8HW)
- Rocambole : Les Étrangleurs (20 avril 2005) (ASIN B0007IK1S6)
- Rocambole : La Belle Jardinière (8 juin 2005) (ASIN B0007Z9RZC)
- Rocambole : l'intégrale (9 novembre 2005) (ASIN B000A6MA4S)